# Larry Black
Lawrence "Larry" Jeffery "Mutt" Black (Miami, 20 de julho de 1951 – Miami, 8 de fevereiro de 2006) foi um velocista e campeão olímpico norte-americano.
Em Munique 1972 integrou o revezamento 4x100 m norte-americano com Robert Taylor, Gerald Tinker e Eddie Hart, que conquistou a medalha de ouro e igualou o recorde mundial para a prova – 38s19. Nos mesmos Jogos conquistou a medalha de prata na prova dos 200 m rasos.